# St. Franziskus (Maur-Ebmatingen)
Die Kirche St. Franziskus ist die römisch-katholische Kirche von Maur im Zürcher Bezirk Uster. Sie steht im Ortsteil Ebmatingen an der Bachtelstrasse. Das Pfarrvikariat Maur ist auch zuständig für den Ort Forch und gehört zur römisch-katholischen Kirchgemeinde Egg, zu der auch die Wallfahrtskirche St. Antonius in Egg gehört.

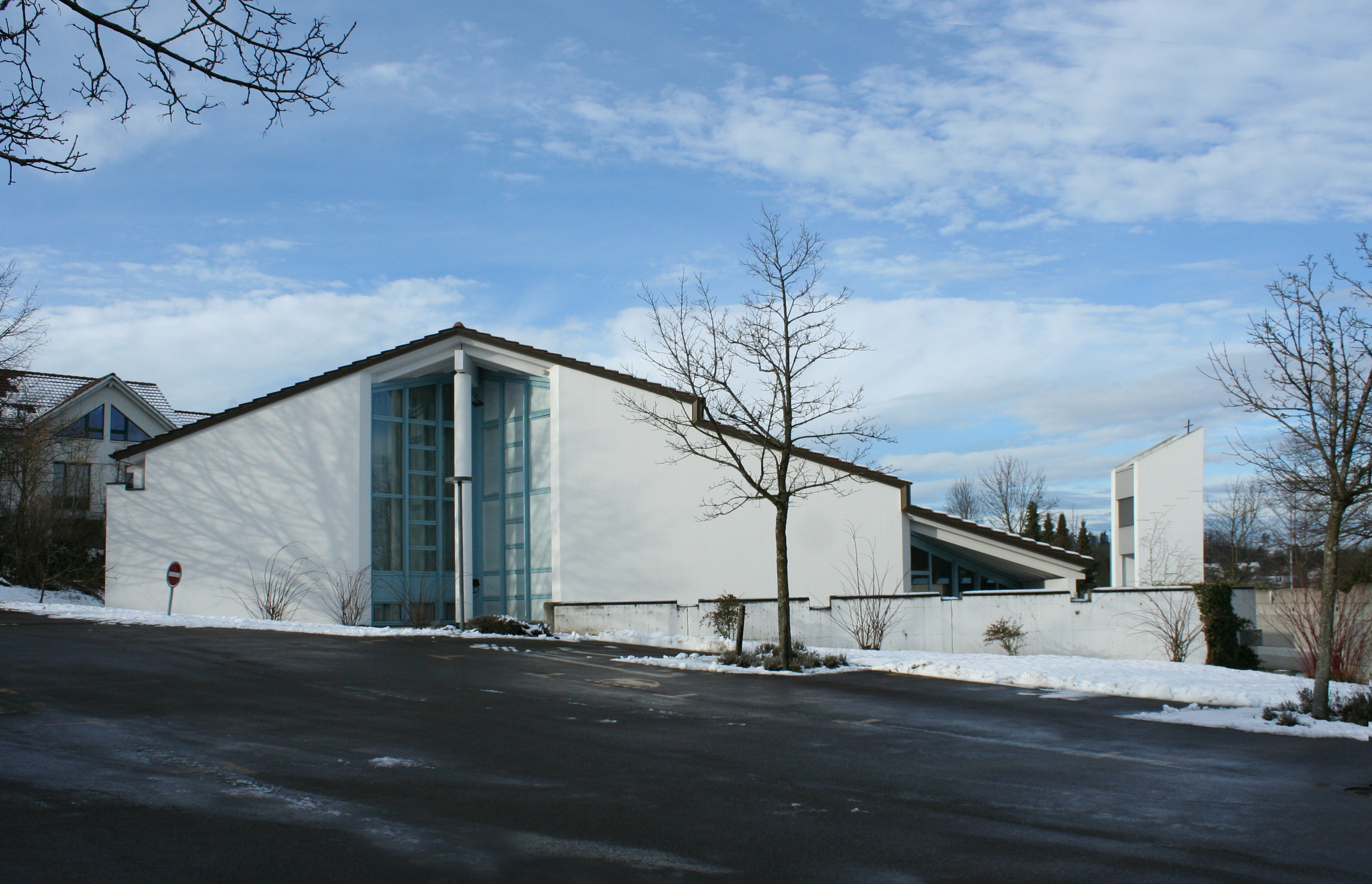
Kirche St. Franziskus

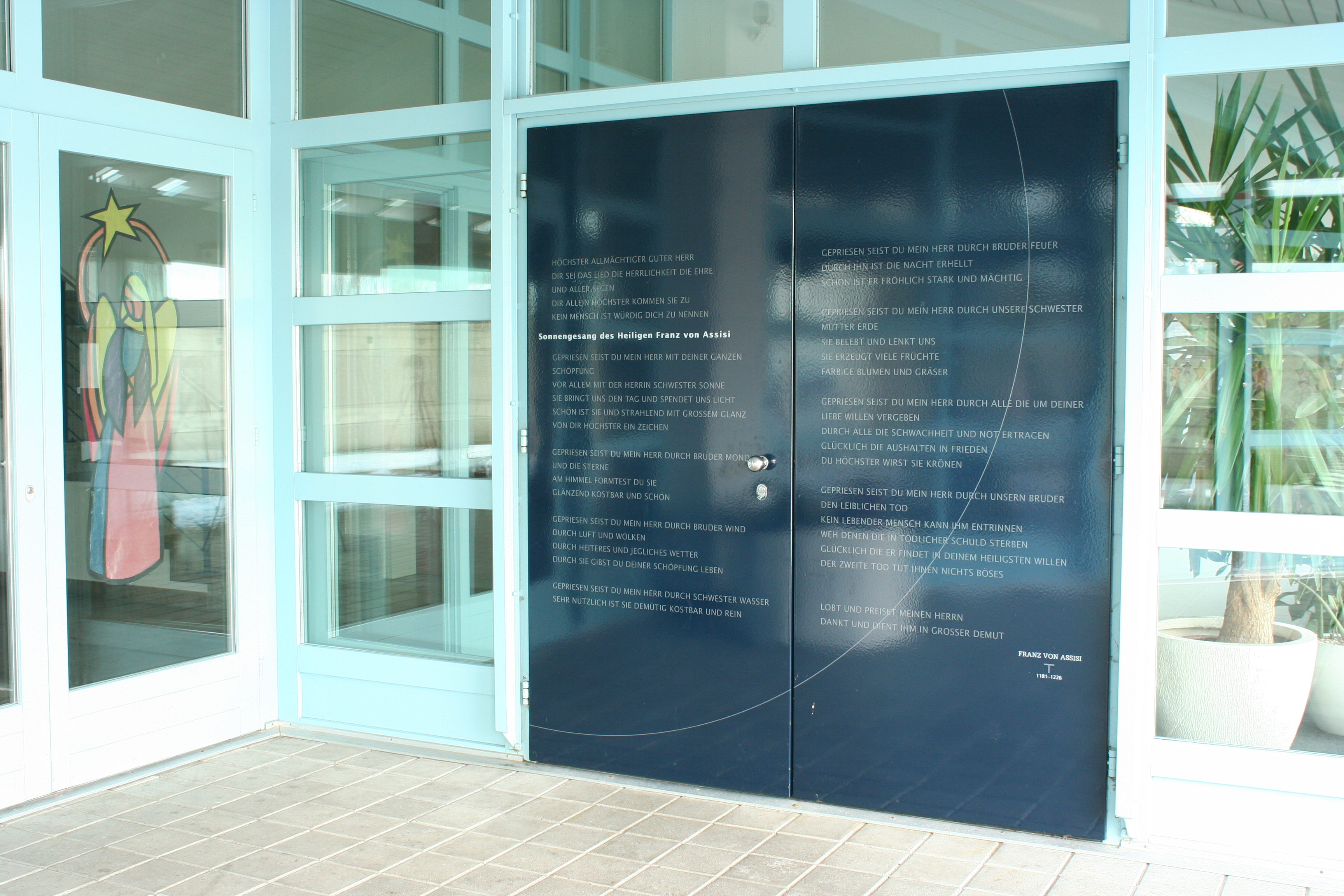
Kirchenportal mit Sonnengesang

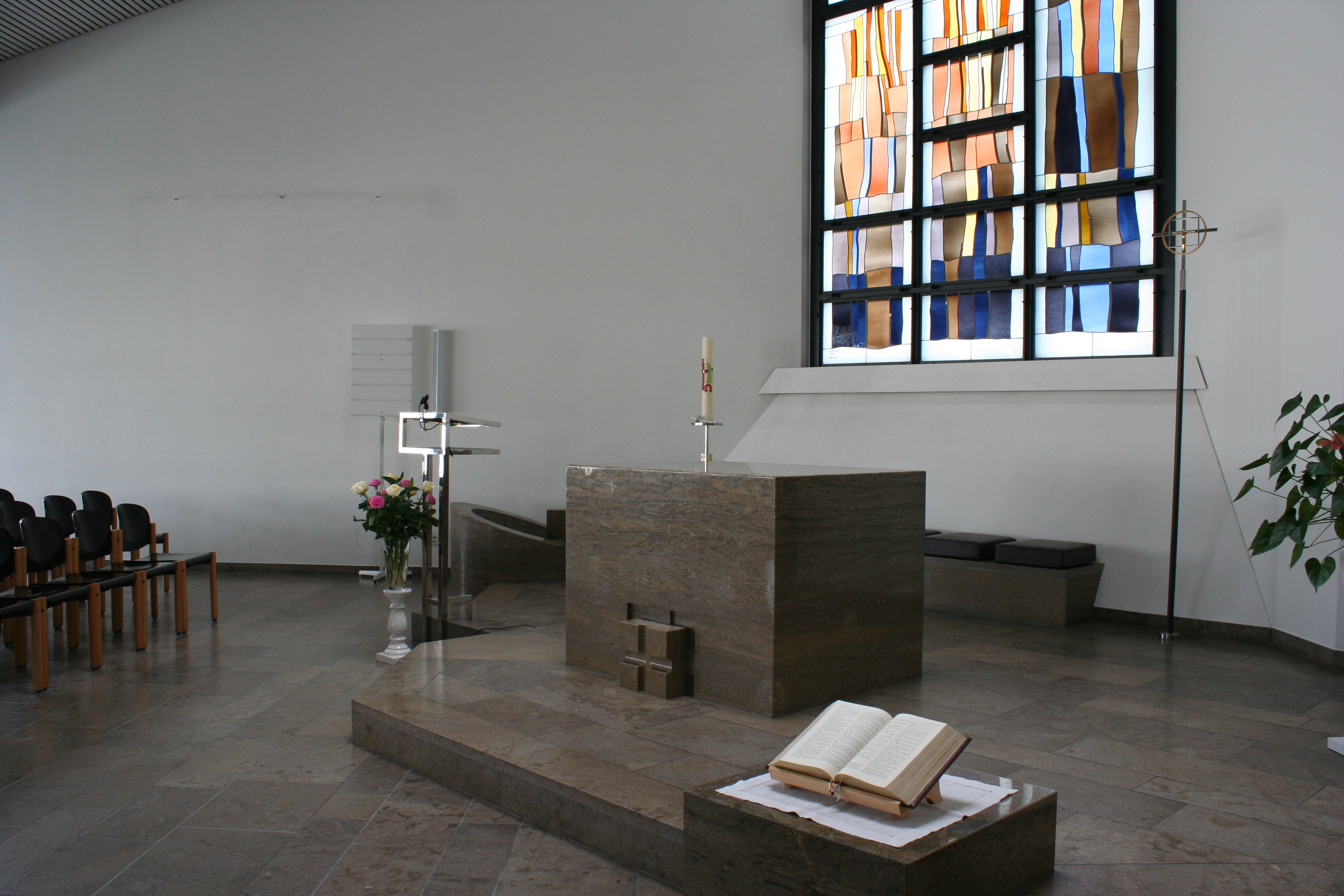
Innenansicht

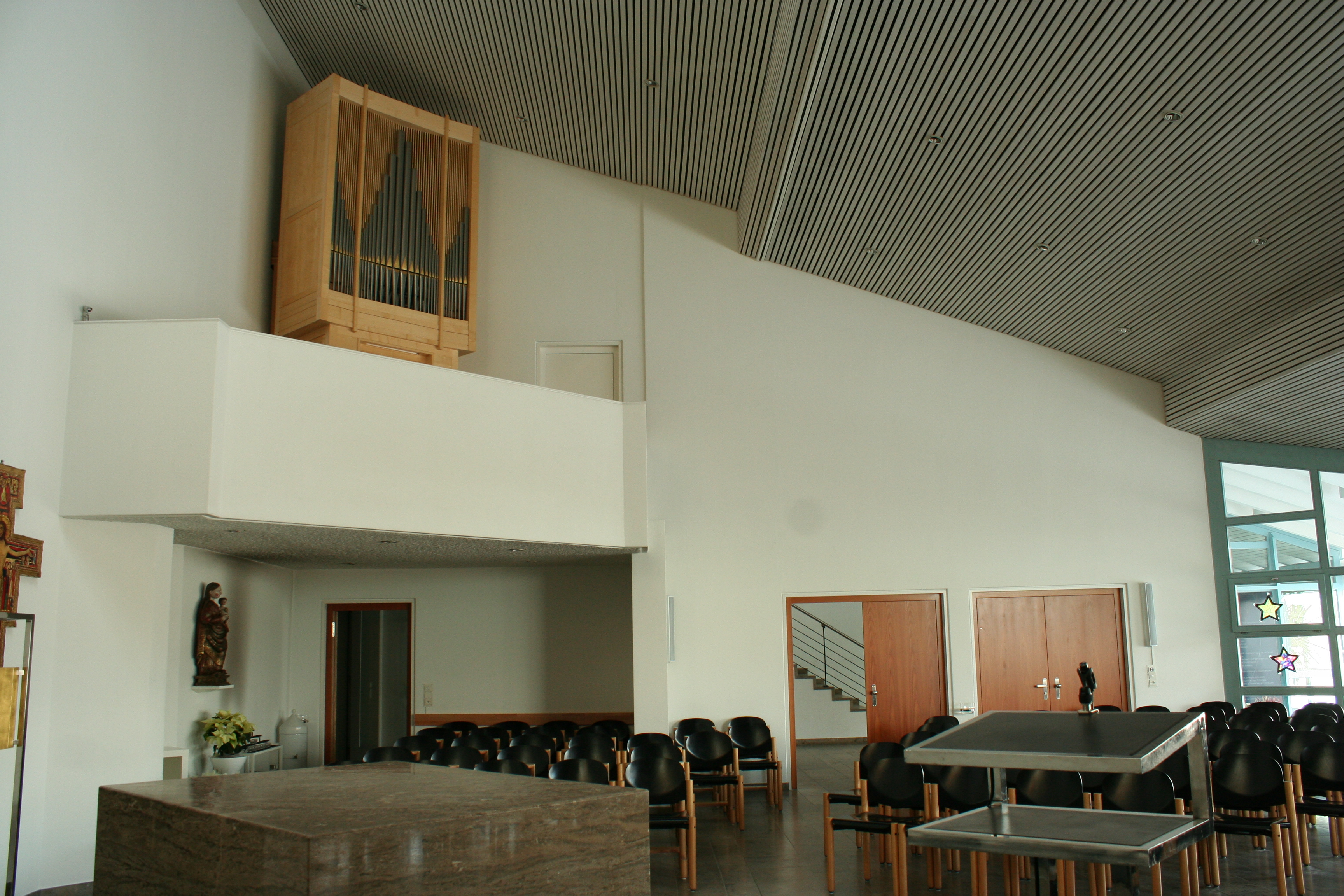
Blick zur Orgelempore

## Geschichte

### Vorgeschichte und Namensgebung
Bis zur Gründung des Pfarrvikariats Maur im Jahr 1990 war die Geschichte der Katholiken in Maur eng mit derjenigen der Pfarrei St. Antonius Egg verknüpft. Im Zuge der Industrialisierung im 19. Jahrhundert wurden in Maur erstmals seit der Reformation in Zürich wieder Katholiken ansässig. Diese wurden zunächst von der 1876 gegründeten Pfarrei Uster betreut, ab 1925 von der neu gegründeten Pfarrei St. Antonius Egg. Als nach dem Zweiten Weltkrieg immer mehr Katholiken in Maur heimisch wurden, konnte die Seelsorge von St. Antonius Egg aus nicht mehr alleine bewältigt werden, sodass die Gemeindeteile Ebmatingen und Binz der Zürcher Pfarrei St. Anton in Hottingen und später der Pfarrei Maria Krönung Zürich-Witikon überlassen wurden. Die Gemeindeteile Maur, Uessikon und Aesch blieben bei der Pfarrei St. Antonius Egg. Im Schulhaus Aesch fanden ab den 1960er Jahren mit den Jesuiten des Akademikerhauses Zürich alle 14 Tage Gottesdienste statt; für die regulären Gottesdienste in St. Antonius Egg wurde ein Autobusdienst ab Maur eingerichtet.

### Entstehungs- und Baugeschichte
Das starke Wachstum auch der katholischen Bevölkerung in der politischen Gemeinde Maur verstärkte im Jahr 1980 den Wunsch nach einer eigenen, vor Ort präsenten Seelsorge. Im Jahr 1981 konnte die Kirchenpflege Egg mit den Marianisten eine Vereinbarung treffen, wonach dieser Orden die Seelsorge in Binz-Ebmatingen übernahm. Der Bischof von Chur, Johannes Vonderach, ernannte am 30. September 1982 einen Marianisten als Pfarrvikar der Gemeinde Maur und gründete damit ein Pfarrvikariat, das noch über keine eigene Kirche verfügte. Im Ortsteil Ebmatingen hatte der Römisch-katholische Kultusverein Zürich, vertreten durch den Pfarrer von St. Anton, ein Baugrundstück erworben und dieses der neu gegründeten Stiftung Leeacher Ebmatingen übereignet. Nach der Gründung des Pfarrvikariates begann die Planung für den Bau eines kirchlichen Zentrums auf diesem Grundstück. Der Seelsorger für Maur bezog eine Wohnung an der neben dem Baugrundstück gelegenen Bachtelstrasse. Die weitere Planung des kirchlichen Zentrums zog sich jedoch aufgrund diverser Rekurse von Nachbarn bis ins Jahr 1989 hin. In dieser Zeit fanden die Gottesdienste in Ebmatingen im Singsaal des Schulhauses Leeacher, in Aesch im Andachtsraum des Zollingerheims und in Maur in der Burgscheune statt. Am 28. März 1989 fand der Spatenstich für den Bau des kirchlichen Zentrums statt, am 17. September die Grundsteinlegung durch den Generalvikar Gebhard Matt. Am 2. Dezember 1990 wurde die Kirche St. Franziskus durch den Altbischof Johannes Vonderach eingeweiht. In den Jahren 2007 bis 2008 wurde das kirchliche Zentrum in Ebmatingen um einen Saal und Pfarreibüros erweitert. In den Jahren 2018 bis 2019 wurde das Gebäude technisch und energetisch umfassend saniert und erhielt eine neue Innen- und Aussenbeleuchtung. Das Kreuz des Kirchturms wird nachts neu dreidimensional beleuchtet, um auf die Lage des Gotteshauses aufmerksam zu machen. Auf der gesamten Dachfläche des Gebäudes ist nun eine PVT-Anlage mit Photovoltaik- und Thermie-Platten eingebaut; die im Sommer gewonnene Wärme wird über Sonden in einen Erdwärmespeicher geführt, mit dem im Winter das Gebäude samt Kirche geheizt und im Sommer gekühlt wird, sodass das Gebäude seither emissionsfrei ist. Für die Sanierung erhielt die Kirchgemeinde 2019 den Europäischen Solarpreis.
Die Kirchgemeinde Egg ist mit ihren 6'685 Mitgliedern (Stand 2021) eine der grösseren katholischen Kirchgemeinden des Kantons Zürich.

### Namensgebung
Da die Mutterpfarrei der Kirche in Maur dem hl. Antonius von Padua geweiht ist, lag es nahe, die zweite Kirche der Kirchgemeinde dem hl. Franziskus, dem Gründer des Franziskanerordens, zu weihen, dem auch der hl. Antonius beigetreten war. Die Weihe an den Gründer eines Bettelordens erinnert gerade die vermögenderen Christen der Gemeinde an die Aufforderung des christlichen Glaubens, die finanziellen Mittel zum Wohl der Armen und der Allgemeinheit einzusetzen.

## Baubeschreibung

### Äusseres
Zwischen der ruhigen Bachtelstrasse und der vielbefahrenen Zürichstrasse befindet sich die Kirche St. Franziskus im Ortsteil Ebmatingen. Das kirchliche Zentrum samt Kirche wird vom Strassenlärm der Zürichstrasse durch eine Lärmschutzmauer abgeschirmt, an der sich auch der von der Kirche etwas abseits stehende Kirchturm befindet.

### Kirchturm und Glocken

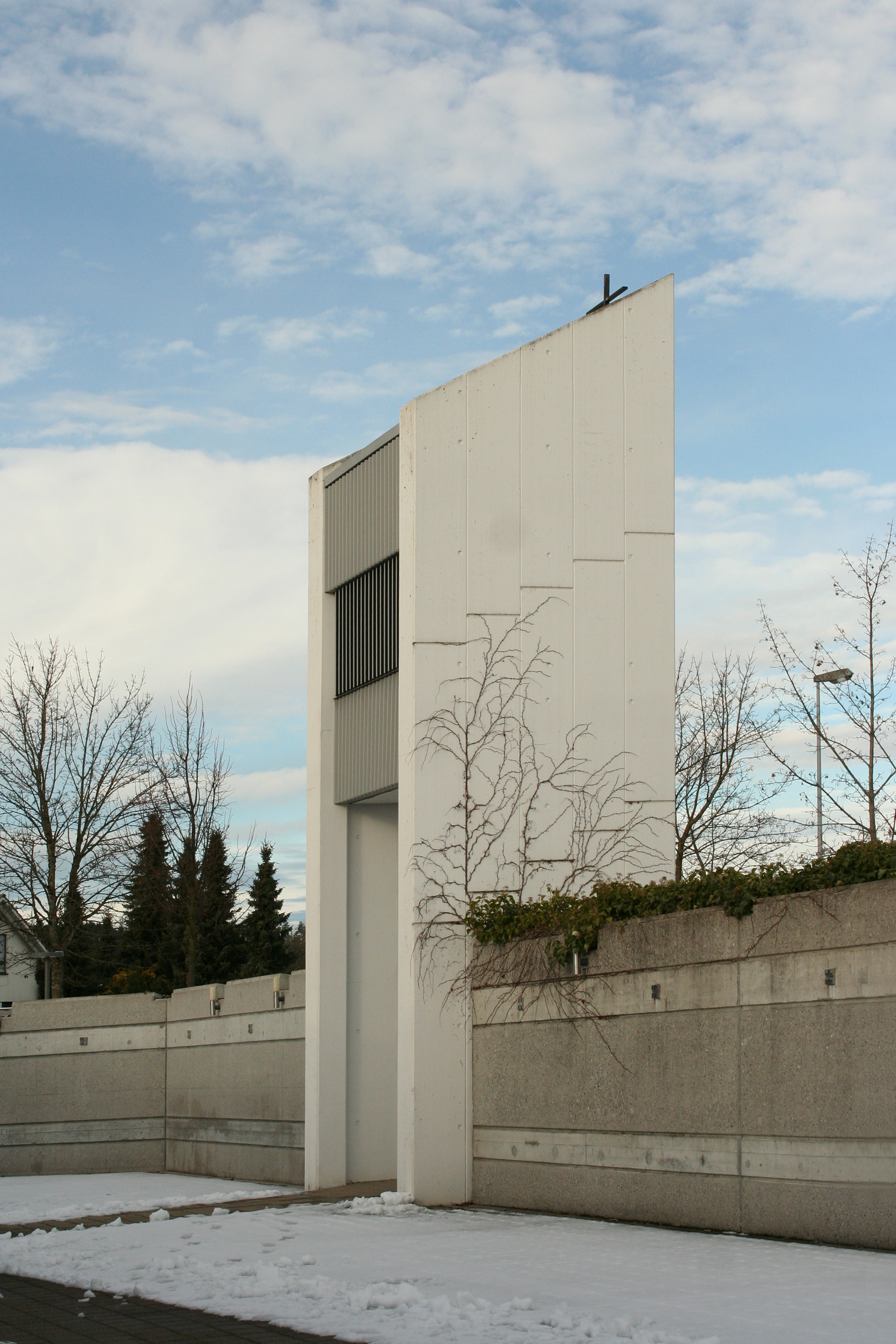
Kirchturm

Der Glockenturm beherbergt zwei am 28. September 1990 in der Glockengiesserei H. Rüetschi in Aarau gegossene Glocken, die am 9. Dezember 1990 von Dekan Peter Bachmann geweiht und anschliessend in den Turm aufgezogen wurden. Ihre Namen gehen auf zwei Kapellen auf dem Gemeindegebiet von Maur zurück: Auf dem Wassberg befand sich eine wohl in der zweiten Hälfte des 14. Jahrhunderts entstandene Wohnstatt eines Einsiedlers mitsamt einer Kapelle, in der die Gottesmutter Maria und der hl. Ursus verehrt wurden. Als gegen Ende des 15. Jahrhunderts im Wassbergholz umfangreiche Rodungen stattfanden, wurde es in ein Bauernhaus umgewandelt. Etwas länger, nämlich bis zur Reformation, soll sich in Aesch eine Kapelle befunden haben. Sie war gemäss einer Urkunde von 1451 dem hl. Johannes geweiht und stand wahrscheinlich unterhalb des Eggenbergs beim frühmittelalterlichen Begräbnisplatz.
| Nummer | Gewicht | Durchmesser | Ton | Widmung               | Inschrift                                             |
| ------ | ------- | ----------- | --- | --------------------- | ----------------------------------------------------- |
| 1      | 200 kg  | 72 cm       | d2  | Johannes, Martin, Urs | «Bereitet dem Herrn den Weg.» (Lk 3,4)                |
| 2      | 130 kg  | 60 cm       | f2  | Maria                 | «Meine Seele preist die Grösse des Herrn.» (Lk 1, 46) |

### Innenraum und künstlerische Ausstattung

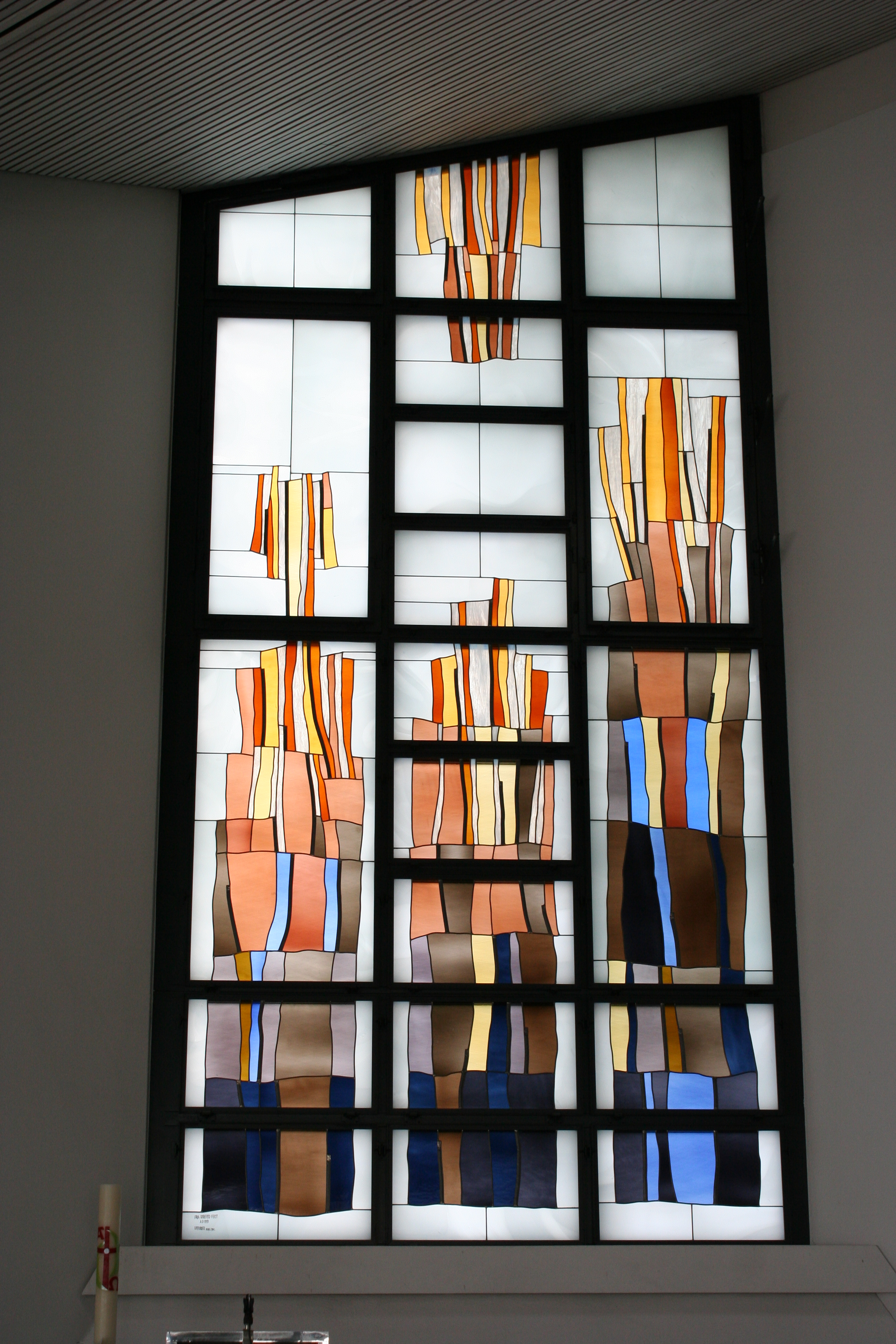
Glasfenster von Fra Roberto

Vom Kirchenvorplatz gelangt man durch ein blaues Portal, auf dem der Sonnengesang des Kirchenpatrons abgedruckt ist, in ein Foyer, das durch eine Türe auf der linken Seite in die Kirche führt. Die vom Architekten Bert Allemann erbaute Kirche wurde durch den Künstler Georg Malin ausgestaltet. Die Liturgiekonstitution des Zweiten Vatikanischen Konzils forderte «die volle und tätige Teilnahme des ganzen Volkes» (SC 14), weshalb Georg Malin bereits in der Kirche Maria Krönung in Zürich-Witikon den Altarbereich offen und auf die versammelte Gemeinde hin orientiert hatte. Das im Chorraum aufgestellte Vortragekreuz überragt die anderen Objekte in der Höhe und trägt Kreuz, Kreis und Quadrat mit einem stilisierten Corpus. «Der Kreis als das absoluteste graphische Zeichen steht für Göttlichkeit und Jenseits (vergoldet), das eingeschriebene Quadrat als uralte Weltformel (Chromstahl). Diese Zeichen sind sinnvoll durch das Kreuz verbunden und verstätet.» Der Altar ist als kubischer Marmorblock geschaffen, unter dem sich die Reliquien des hl. Franz von Assisi befinden. Die fünf eingekerbten Weihekreuze im Altar erinnern an die fünf Wundmale Christi und schaffen einen Bezug zu den Stigmen des hl. Franziskus. Der Taufstein ist als Zylinder gestaltet und verweist auf den Kreis im Vortragekreuz als Zeichen der Göttlichkeit und Gemeinschaft. Auch die gläsernen Weihwasserbecken beim Eingang der Kirche und das Ewige Licht nehmen die Grundformen des Vortragekreuzes auf. Der Ambo besteht aus einem massiven Lesepult aus Chromstahl. Der Tabernakel ist ein kubisches Behältnis, das auf dem Chromstahl-Gestell zu schweben scheint. Die zwölf Weihekreuze stecken in massiven quadratischen Chromstahlplatten im Bezirk des Kirchenraumes. Hinter dem Altarraum befindet sich ein Glasfenster, das vom Kapuziner Fra Roberto geschaffen wurde. Der Künstler schreibt zur Gestaltung des Chorfensters: «Die tiefen, dunklen Töne im unteren Teil werden heller beim Emporstreben gegen die Mitte, aus welcher die gleiche strahlende Form von oben hinunter gleitet: Symbol einer spirituellen Einheit. Finden können wir diese Einheit in Gott. Sie ist Ergebnis unseres Suchens und Fragens nach Sinn und bleibenden Werten.» Die beim Bau der Kirche vorhandene Trennwand, welche den Kirchenraum bei profanen Anlässen vom Altarraum trennte, wurde nach dem Erweiterungsbau im Jahr 2009 abgebaut, da sich die Idee der Kirche als Mehrzwecksaal nicht bewährt hatte.

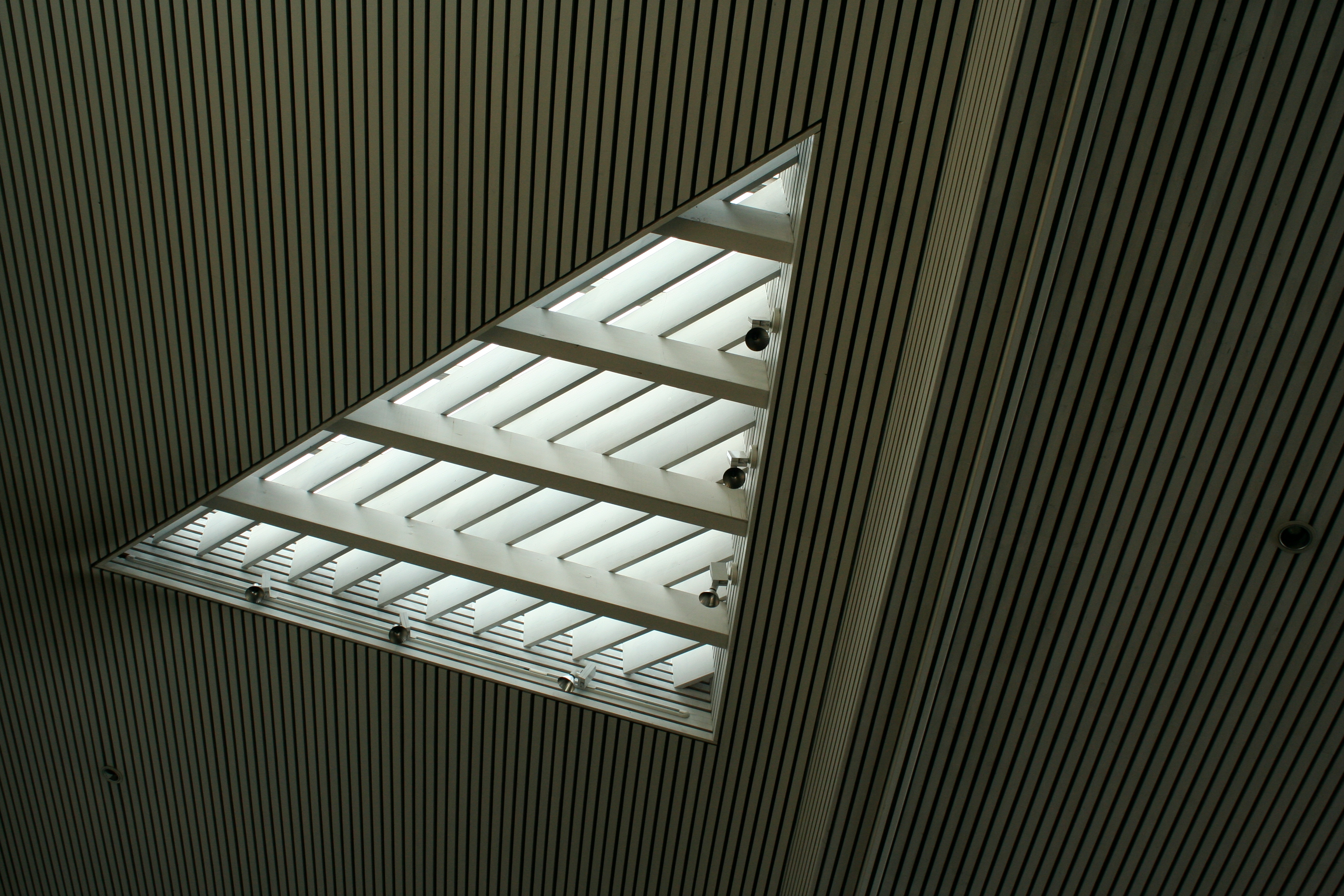
Dachfenster
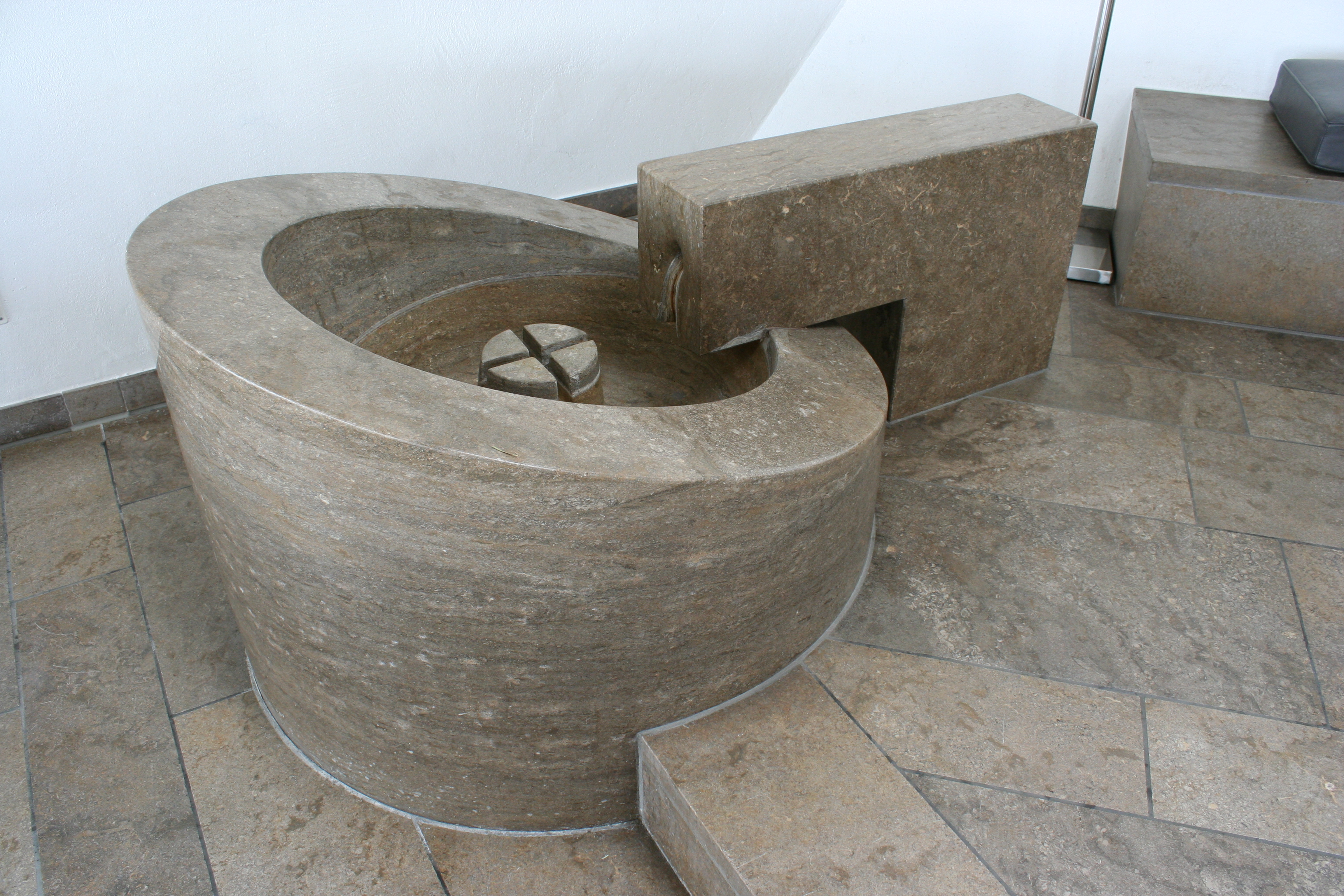
Taufbrunnen von Georg Malin
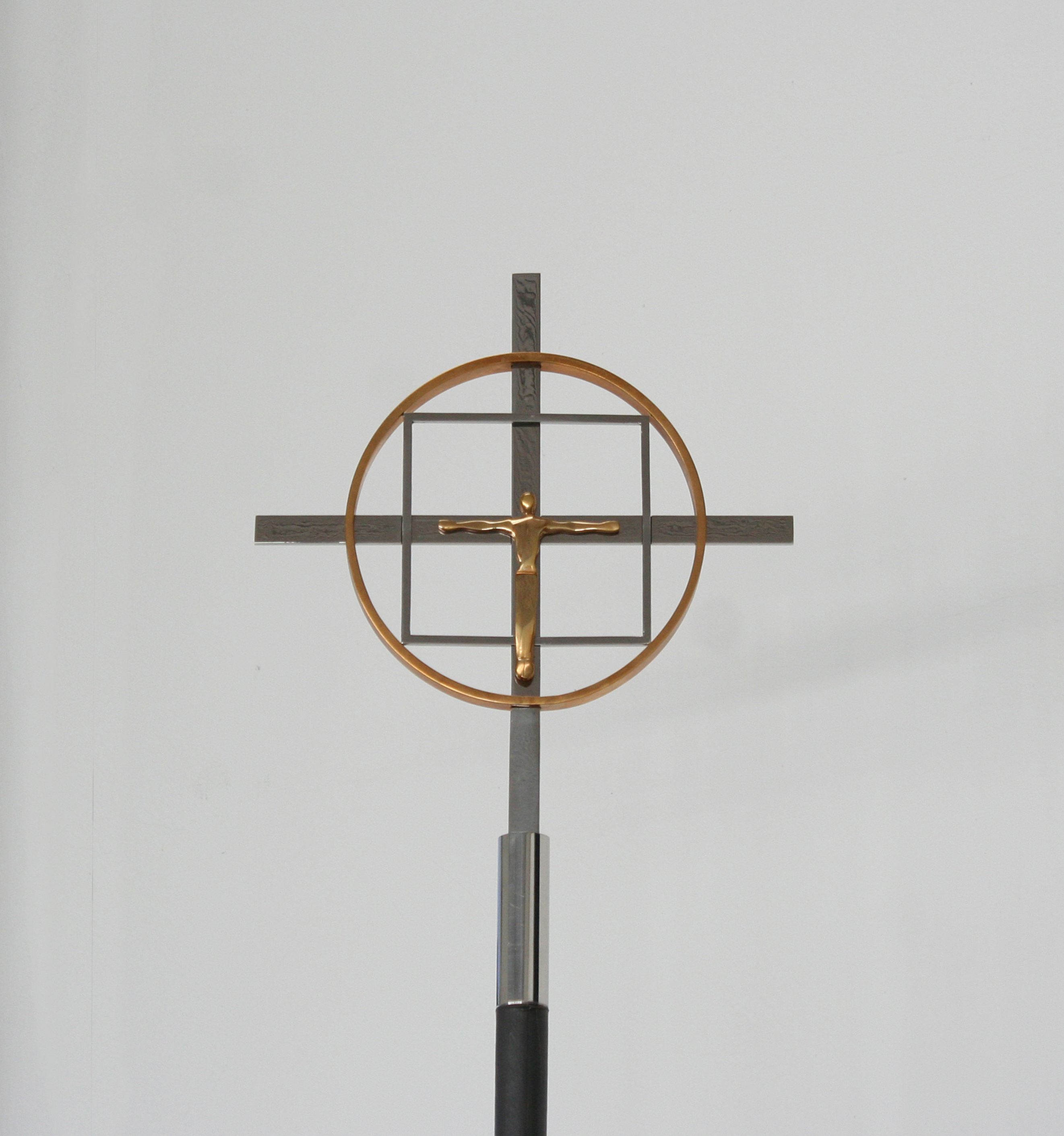
Vortragskreuz
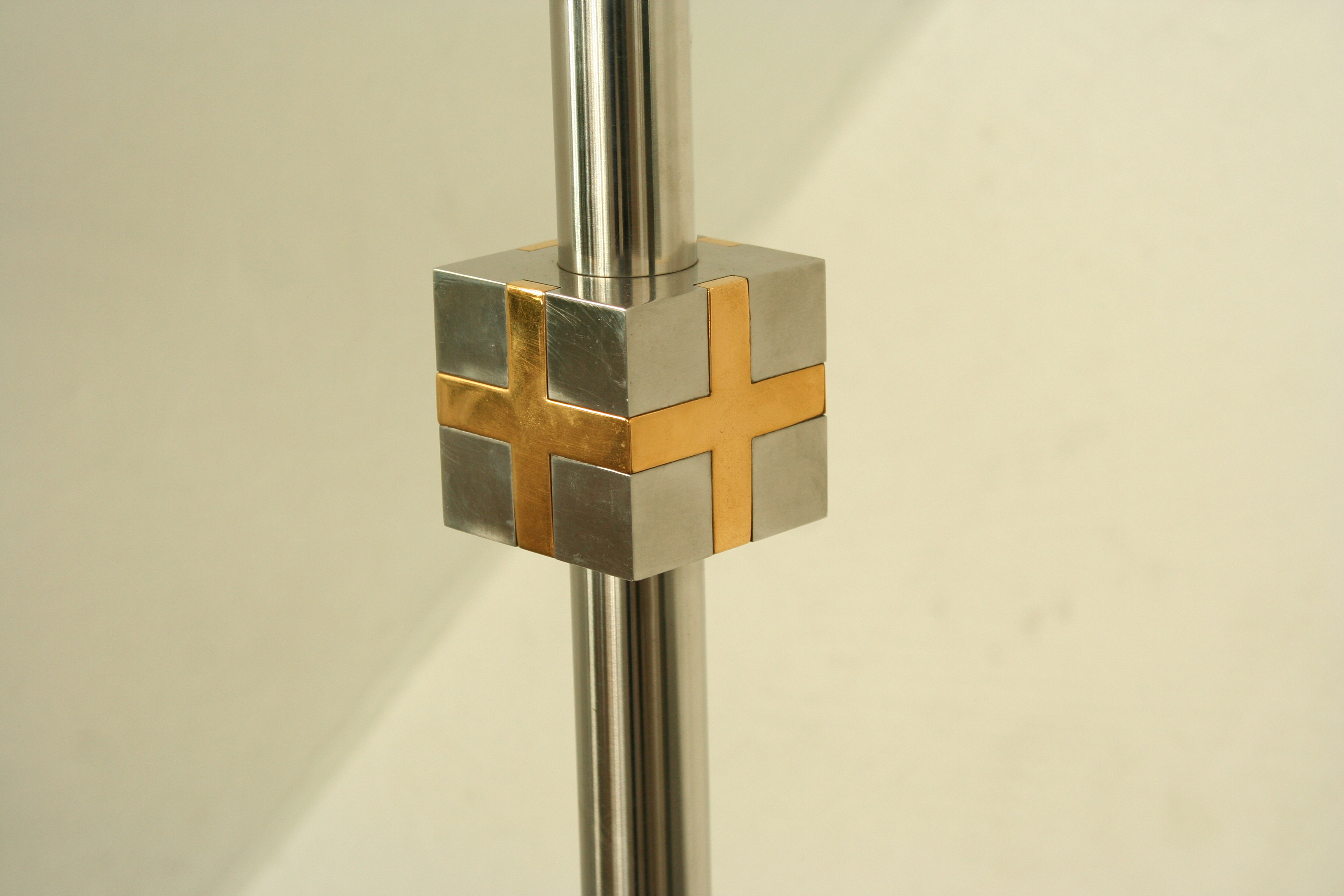
Osterkerzenleuchter, Detail

### Orgel
Der Orgelbauer Ferdinand Stemmer aus Zumikon errichtete im Jahr 2009 auf der Orgelempore ein Instrument, dessen Orgelprospekt die Deckengestaltung der Kirche aufnimmt. Die Orgel besitzt zwei Manuale und verfügt über eine mechanische Traktur. Die 13 Register mit ihren 796 Pfeifen wurden nach den Vorgaben von Rudolf Meyer geschaffen.

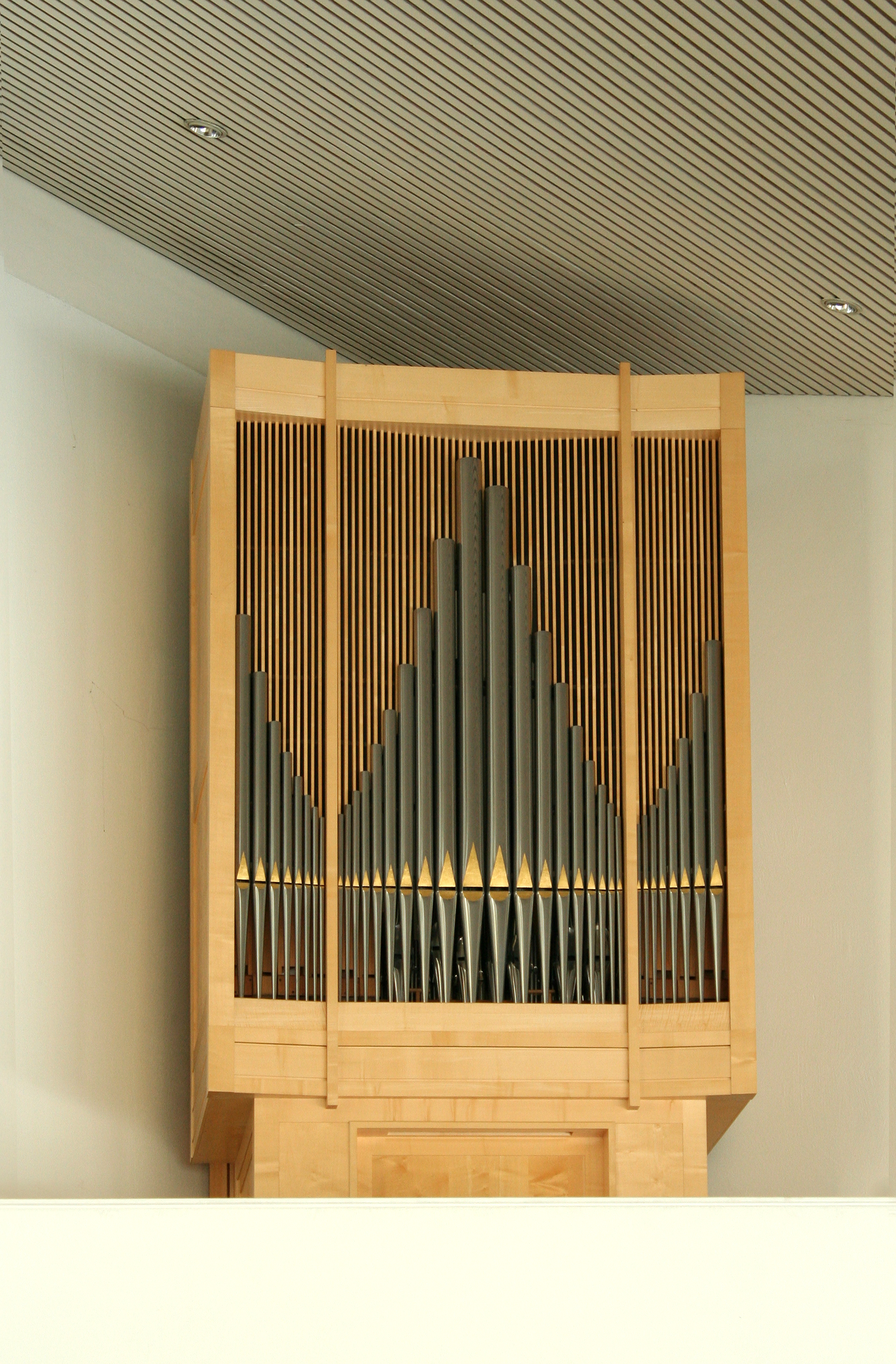
Stemmer-Orgel von 2009

Disposition der Stemmer-Orgel:
| Hauptwerk C–f3 |        |
| Principal      | 8′     |
| Rohrflöte      | 8′     |
| Dolceflöte     | 8′     |
| Octave         | 4′     |
| Nasat          | 2 ⁄3′  |
| Superoctave    | 2′     |
| Terz           | 1 3⁄5′ |
| Mixtur II      | 1 ⁄3′  |

| Unterpositiv C–f3 |    |
| Gedackt           | 8′ |
| Gedecktflöte      | 4′ |
| Spitzflöte        | 2′ |
| Dulcian           | 8′ |

| Pedal C–f1                  |     |
| Subbass                     | 16′ |
| Octavbass (aus Principal)   | 8′  |
| Gedecktbass (aus Rohrflöte) | 8′  |
| Octave (aus HW)             | 4′  |